# 复兴街道 (宣威市)
复兴街道是中华人民共和国云南省曲靖市宣威市下辖的一个街道办事处。

## 历史
为安置宣威市共3,773户、12,495人的建档立卡贫困人口，2019年8月8日曲靖市人民政府批复增设复兴街道，10月12日挂牌成立。

## 行政区划
复兴街道下辖以下村级行政区划单位：
龙泽社区、锦秀社区、荣兴社区、锦北社区、复兴社区、左所社区、浦山社区。